# Elizabeth (Nova Jersey)
Elizabeth és una població dels Estats Units a l'estat de Nova Jersey. Segons el cens del 2009 tenia 125.285 habitants.

## Demografia
Segons el cens del 2000, Elizabeth tenia 120.568 habitants, 40.482 habitatges, i 28.175 famílies. La densitat de població era de 3.809,5 habitants/km².
Dels 40.482 habitatges en un 36,6% hi vivien nens de menys de 18 anys, en un 42,9% hi vivien parelles casades, en un 19,1% dones solteres, i en un 30,4% no eren unitats familiars. En el 24,6% dels habitatges hi vivien persones soles el 8,4% de les quals corresponia a persones de 65 anys o més que vivien soles. El nombre mitjà de persones vivint en cada habitatge era de 2,91 i el nombre mitjà de persones que vivien en cada família era de 3,45.
Per edats la població es repartia de la següent manera: un 26,3% tenia menys de 18 anys, un 10,8% entre 18 i 24, un 33,7% entre 25 i 44, un 19,3% de 45 a 60 i un 10% 65 anys o més.
L'edat mediana era de 33 anys. Per cada 100 dones de 18 o més anys hi havia 96,1 homes.
La renda mediana per habitatge era de 35.175 $ i la renda mediana per família de 38.370 $. Els homes tenien una renda mediana de 30.757 $ mentre que les dones 23.931 $. La renda per capita de la població era de 15.114 $. Aproximadament el 15,6% de les famílies i el 17,8% de la població estaven per davall del llindar de pobresa.

## Poblacions properes
El següent diagrama mostra les poblacions més properes.

## Personatges il·lustres
- Nicholas Murray Butler (1862-1947): polític, Premi Nobel de la Pau de 1931
- Samuel Woodyard (1925-1988): bateria de jazz.
- Judy Blume (n. 1938): escriptora
- Marsha P. Johnson (1945-1992): activista per l'alliberament LGBT.